# Council of Wales and the Marches
Council of Wales and the Marches, Rådet för Wales och Marches, var en administrativ enhet inom kungariket England, som täckte Wales och the Welsh Marches.

## Bakgrund
Rådet grundades 1472 av kung Edvard IV av England, med syftet att förvalta de landområden som tillhörde kungens nyfödde son, Edvard, prins av Wales, det vill säga furtendömet Wales och gränsgrevskapen Hereford, Shropshire, Worcester och Gloucester (engelska: The Marches).

## Organisation
Rådets förste president var John Alcock, biskop av Rochester. Det bestod därutöver av presidentens biträde och 20 medlemmar, ofta vänner till kungafamiljen men också lokala fredsdomare och prelater. Det saknade fasta mötestider, utan sammanträde efter behov.
Både prinsen av Wales och rådet hade sitt säte i Ludlow Castle, Shropshire.

## Uppgift
Rådet har beskrivits som ett tidigt exempel på välfungerande regionalt självstyre (engelska: devolution). Från att ha ansvarat för tronarvingens egendomsförvaltning fick rådet 1473 nämligen ansvar för att upprätthålla lag och ordning i Wales och gränsområdet. Därigenom kom rådet att bli en viktig möjlighet för invånare att ta tillvara sina juridiska rättigheter. Genom rådet möjliggjordes även för den som saknade medel eller vana att anlita jurister att få ett rättsutslag.
Den bilden förändrades dock från upptakten till reformationen, då rådet blev alltmer hårdfört. När Rowland Lee, biskop av Lichfield, blev rådets President 1534 påbörjade han en hänsynslös utrensning av lagbrytare. Han hindrades tillfälligt när Henrik VIII:s genom Laws in Wales Act 1535 formellt införlivade Wales med kungariket England. Efter protester fick han tillåtelse att utdöma dödsstraff när han ansåg det lämpligt, och använde möjligheten ofta.
Genom Laws in Wales Act 1542 omorganiserade Henrik VIII rådet från att vara en del av den direkta kungamakten till en konstitutionell del av kungariket, vilket ytterligare stärkte rådet.
Under drottning Elizabeth kom rådet återigen att spela en viktig roll för välfärden, särskilt under Henry Sidneys och Henry Herberts presidentskap. Rådet upplöstes av parlamentet 1641, för att tillfälligt återuppstå igen efter Karl II:s restauration. Det upplöstes slutligt 1689 efter den Ärorika revolutionen.